# Walter Mistral K 14
Walter Mistral K 14 popř. nazývaný Walter K 14 byl druhým licenčním motorem francouzské firmy Gnome et Rhône, který vyráběla v Československu akciová společnost Walter, továrna na automobily a letecké motory v Praze-Jinonicích. Tato dvouhvězda tak navázala na předchozí licenční hvězdicový motor Gnome et Rhône vyráběný v Jinonicích, na Walter Jupiter (1927–1932). Licence k tomuto motoru byla zakoupena již v roce 1931, ale do výroby se dostal až v roce 1934.

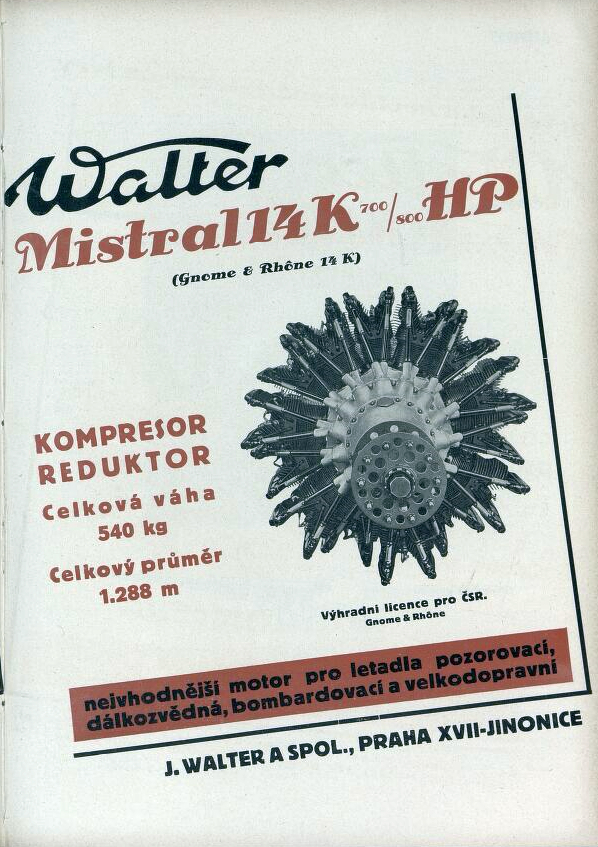
Dobová reklama na motor Walter Mistral K 14 - Letectví, XI. (1931), No. 9 (September), p. 333

## Vznik a vývoj

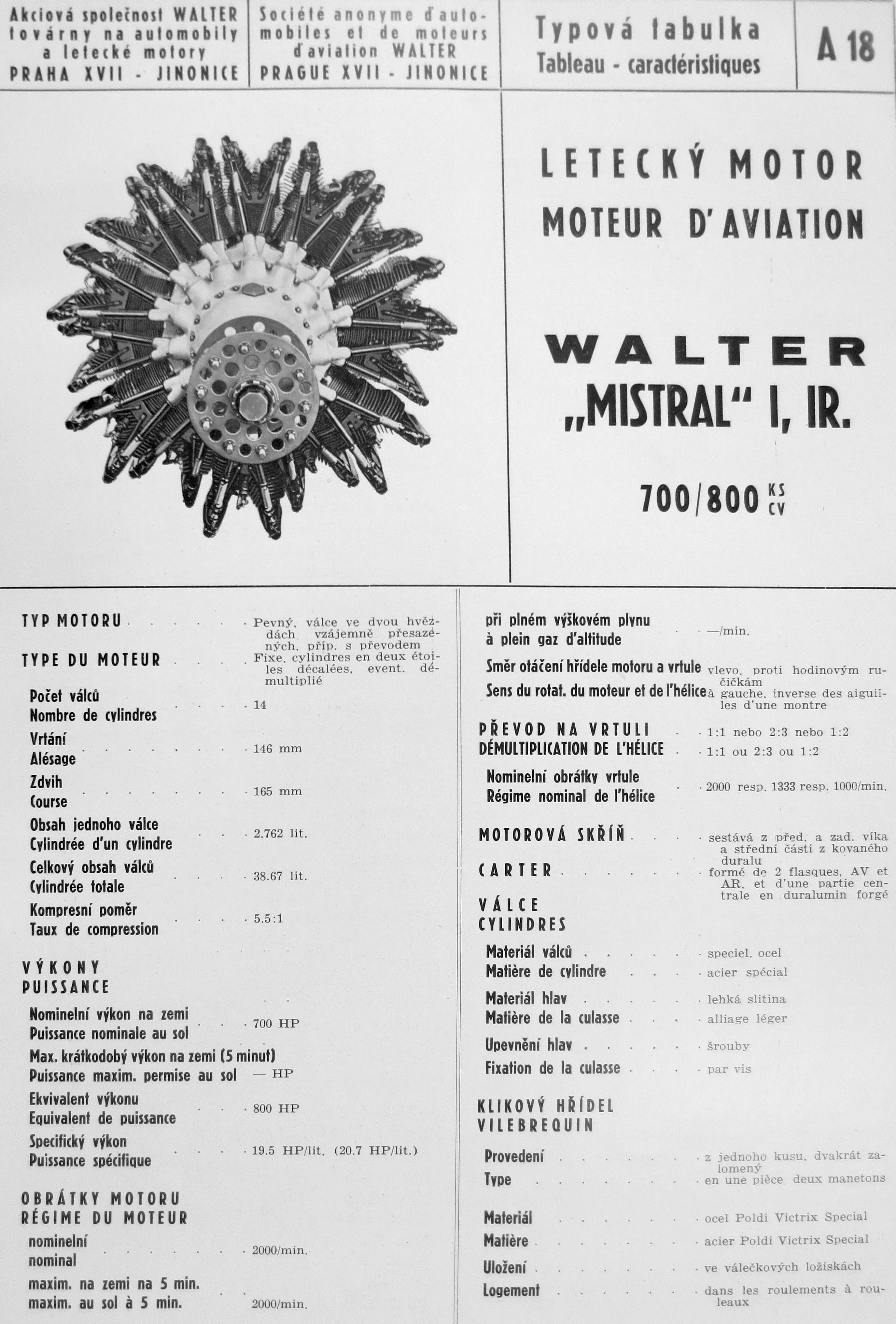
Walter Mistral K 14-I, typový list A18, s. 1

Koncem 20. let 20. století nastal prudký rozvoj leteckého průmyslu, přičemž byla stavěna stále větší letadla, která potřebovala stále silnější motory. Francouzská společnost Gnome-Rhône na to reagovala (byť velmi zjednodušeně řečeno) vytvořením nového motoru spojením dvou hvězdic motorů 7K za sebou, čímž vznikl motor Gnome-Rhône 14K Mistral Major. (Nutno ovšem poznamenat, že s výjimkou válců s hlavami, pístů a ojnic byly prakticky všechny ostatní části nutno konstruovat jako zcela nové — kupříkladu i pouhou klikovou skříň pro čtrnáct válců ve dvou hvězdicích, kompresor o větším výkonu a jeho pohon, nový reduktor schopný přenést značně vyšší výkon nového motoru, atd.) První vyrobené motory se poprvé rozeběhly v roce 1929. Byl to nejpoužívanější francouzský letecký motor před 2. světovou válkou. Byl pro své kvality natolik žádaný a oblíbený, že byl licenčně vyráběn jak v Evropě, tak i v Japonsku. Mezi evropskými držiteli licence byly společnosti Industria Aeronautica Română (IAR 14K) z Rumunska, Manfred Weiss (WM K.14) z Maďarska, Alvis z Velké Británie (fa Alvis jej ovšem nikdy sériově nevyráběla) a Isotta Fraschini (K.14) v Itálii. Vyráběl se (rovněž na základě zakoupené licence) i v tehdejším Sovětském Svazu jako typ M-85 (zároveň v SSSR posloužil i k dalšímu vývoji, takže z něj vznikly motory M-86, M-87 a Tumanskij M-88; poslední z nich, konstruovaný pod vedením inženýra Sergeje Konstantinoviče Tumanského a mj. vybavený již i dvourychlostním převodem kompresoru, se během války dočkal značného rozšíření, kdy mj. poháněl i dvoumotorové střední bombardéry Iljušin Il-4). Byly vyrobeny tisíce těchto motorů, které byly široce používány v nejrůznějších typech letounů. V roce 1931 zakoupila licenci tohoto motoru i československá továrna Walter a vyráběla ho v letech 1934-1938 pod označením Walter Mistral K 14 v několika verzích. V uvedeném období 1934-1938 bylo vyrobeno 190 motorů.
Walter Mistral K 14 je součástí sbírek např. Národního technického muzea v Praze a Leteckého muzea v Krakově.

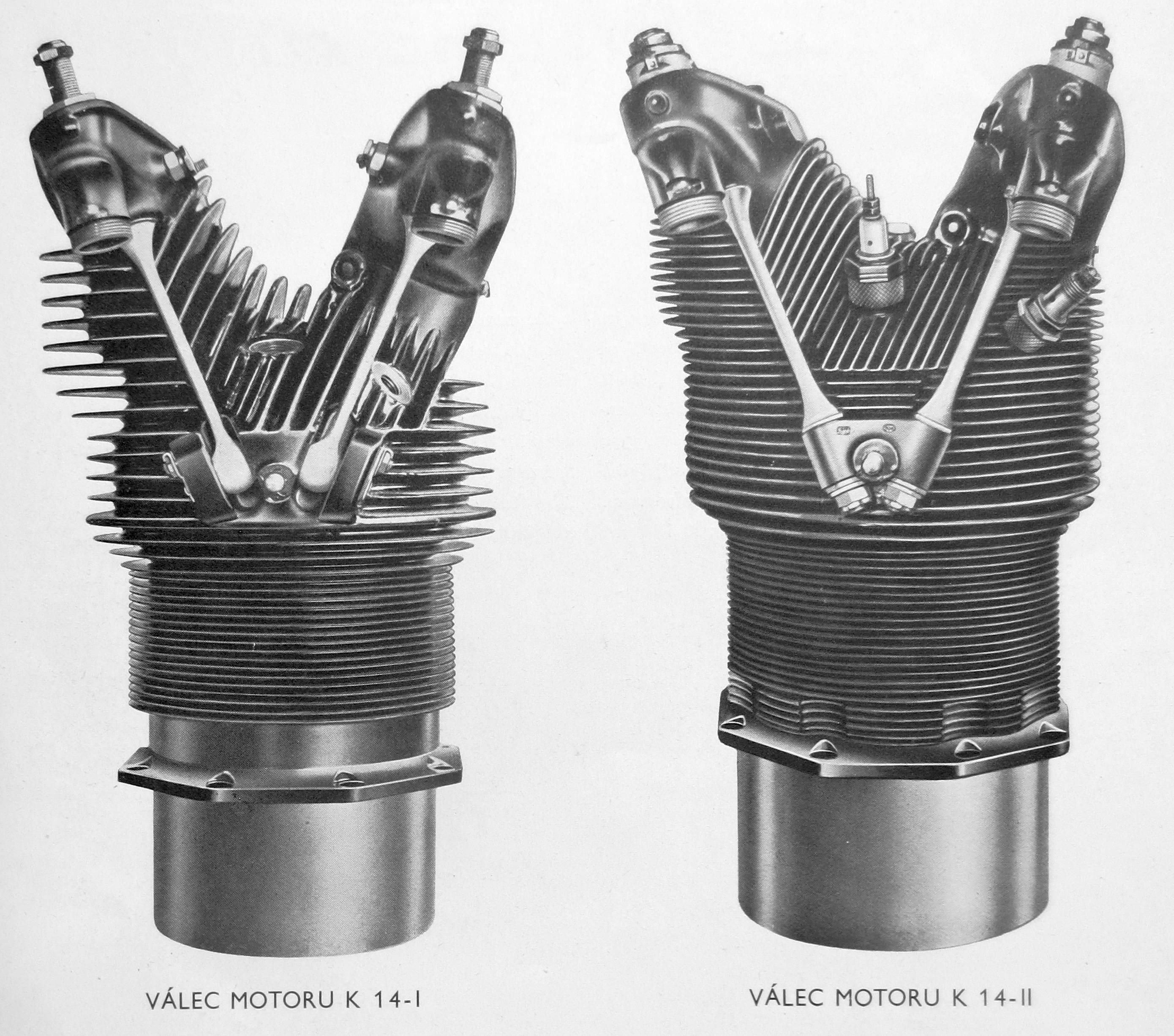
Walter Mistral, detail válce K 14-I a K 14-II (1937)

## Popis motoru
Motor Walter Mistral K 14 (též továrně označovaný jako K 14-I, K 14-II resp. K 14 II-SR, popř. podle svého vzoru jako Mistral 14Kfs resp. Mistral Major 14Krsd) byl čtyřdobý, výbušný, vzduchem chlazený motor se čtrnácti válci uspořádanými ve dvou hvězdách po sedmi válcích, navzájem vystřídaných, s kompresorem a satelitovým reduktorem. U verze K 14-II došlo k úpravě žebrování válců a zesílení ojnic a klikového hřídele.
Vrtulový hřídel měl drážkování pro vrtulovou hlavu podle ČSN-AE-5,2. Smysl otáčení motoru mohl být vpravo nebo vlevo, v prvém případě byl typ označen za typovým označením písmenem P, v druhém případě L. Motor měl nominální výkon při zemi 700 k (515 kW) při 2400 ot/min a nominální výkon ve výšce 3850 m při 2400 ot/min 800 k (588 kW).
Kliková skříň se skládala ze šesti částí. Od vrtulové hlavy to byla skříň reduktoru s tlakovým ložiskem vrtulového hřídele, dále mezistěna, která nesla mechanismus rozvodu, a skříň rozvodů, v níž byly uloženy zvedáky. Následovala vlastní skříň rozvodů, která nesla 14 válců, za touto skříní byla skříň kompresoru a nakonec zadní víko se všemi pohony a příslušenstvím. Vlastní kliková skříň byla vykována z hiduminia, ostatní části byly odlity ze slitiny hliníku.
Ocelové válce s chladicími žebry po celém povrchu byly opatřeny v horní části závitem, na který byla za tepla šroubována hlava válce, sevřená na spodním okraji zdeří. V každé hlavě válce byl jeden sací a jeden výfukový ventil (rozvod OHV). Ventily dosedaly na sedla z hliníkového bronzu, která byla do zalisována do hlavy válců. Písty byly opatřeny třemi pístními kroužky (1 stírací, 2 těsnicí) byly vykovány z hiduminia (slitina hliníku), s výjimkou pístu u hlavní ojnice, kde byly pouze 2 stírací kroužky. Ojniční systém byl dvojitý, pro každou řadu válců zvlášť. Každý systém se skládal z jedné hlavní a 6 vedlejších ojnic průřezu H, které všechny byly kovány z oceli. Hlavní ojnice měly nedělené hlavy a byly uloženy na klikovém hřídeli v nalisovaných ocelových pouzdrech, vylitých kompozicí.
Třídílná kliková skříň, jejíž střední část nesla obě řady válců, byla vykována ze slitiny hliníku. Spojení těchto tří částí bylo provedeno pomocí 4 stahovacích šroubů ve středním rameni. Dvakrát zalomený klikový hřídel z oceli Poldi Victrix byl uložen ve dvou hlavních, válečkových ložiscích, umístěných ve skříni rozvodů a v sací komoře. Zadní část hřídele nesla pohon mechanického, rotačního, 3-satelitového kompresoru (s převodem 8,5:1) a ozubec pro startování motoru mechanickým spouštěčem. Od tohoto nástavce hřídele byly poháněny i pomocné přístroje příslušenství.
Mazání bylo tlakové, cirkulační se suchou skříní. Tlak vyvozovalo dvojité kolečkové čerpadlo s tlakovým a vratným účinkem, které bylo uloženo v zadním víku klikové skříně. Přebytečný olej se shromažďoval ve sběrači oleje, před nímž a před vratným čerpadlem byly filtry oleje. Pomocné pohony a příslušenství byly na zadním víku skříně pohonů. Uchycení motoru na loži letounu se provádělo prostřednictvím 14 šroubů na sacích hrdlech buď s pevným, nebo pružným uložením.

## Použití
V Československu byl motor Mistral K 14 použit v letounech Letov Š-231 (stíhací dvouplošník, pařížský aerosalon 1934)  Letov Š-331 (stíhací dvouplošník, 1935) a Letov Š-528 (bombardovací a pozorovací dvouplošník, 1935) ing. Aloise Šmolíka a v prototypovém letounu Aero A-102 (stíhací hornoplošník, 1934) ing. Antonína Husníka a v licenčním Aero MB-200 (dvoumotorový celokovový hornoplošný bombardér s pevným podvozkem, 1935).  Konstruktéři Beneš a Hajn uvažovali o využití tohoto motoru pro stíhací dvouplošník Praga BH-244, ale tento projekt se nerealizoval.
Aero A-102 (1934-1937) byl jednomístný, jednomotorový, vzpěrový hornoplošník, který dosahoval maximální rychlosti 434 km/h. Kovová kostra letounu potažena duralem a plátnem. Hvězdicový motor Walter Mistral K 14 byl kapotován NACA krytem a byl osazen kovovou, třílistou vrtulí. Letoun se ve výzbroji československého letectva neuplatnil, v tendrech MNO byl poražen letouny Avia B-534 (1934) resp. Avia B-35 (1937).
V roce 1934 vystavila továrna Letov na XIV. aerosalonu v Paříži letoun Š-231, který měl instalován výkonnější motor Walter Mistral než v sérii použitý Bristol Mercury (411 kW), ale v sériové výrobě motor Walter Mistral použit nebyl. Walter Mistral se uplatnil až na letounu Š-331, imatrikulovaném OK-VOD dne 5.6.1935. Ze všech variant (Š-131, Š-231, Š-331, Š-431) byl nejvýkonnější motor na Š-331. K dobrým vlastnostem přispěl i elegantní NACA kryt motoru. Stroj byl nabízen mimo jiné i v Turecku.
Již v květnu 1935 tovární pilot Letova Jan Anderle vytvořil na letounu Letov Š-331 s licenčním motorem Walter Mistral K 14 Kfs vybaveným kompresorem československý výškový rekord 10 651 m. Navíc tento letoun patřil k nejrychlejším jednomístným stíhacím letounům, byla mu oficiálně naměřena rychlost 407 km/h ve výšce 5250 m. Z letadla Letov Š-528 za pilotáže továrního pilota Kovandy uskutečnil Ludvík Pavlovský, úředník MLL v Brně, 3. října 1935 seskok padákem bez kyslíkového přístroje z výšky 8705 m, jak bylo později vyčísleno z barografu. Celý seskok trval 26 minut. Teplota ve výšce, kam až dospěli, byla −38 °C. Překonal tak dosavadní světový rekord ruské parašutistky Tamary Kutalové, která seskočila z výše 7750 m.

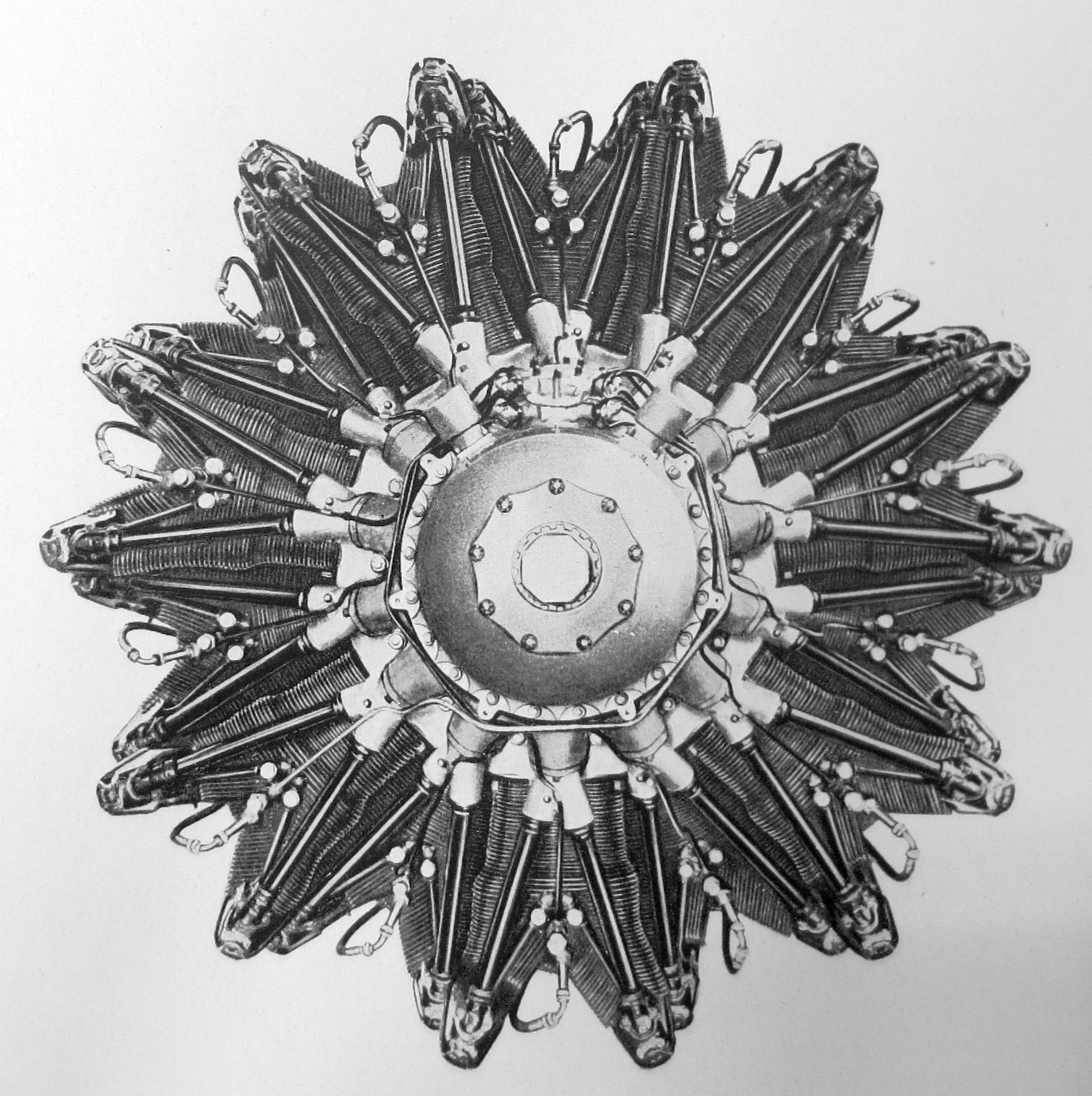
Walter Mistral K 14-II (1937–1938)

Továrna Letov na podzim 1936 vystavovala Š-528 s motorem Walter Mistral K 14 o výkonu 800 k v provedení jako trojmístný, policejní letoun, který dosahuje rychlosti 330 km/h, na XV. mezinárodním aerosalonu v Paříži. Prototyp letounu Letov Š-528.1 (OK-VOE), který v červenci 1937 ustavil poslední národní výškový rekord s nákladem 500 kg své kategorie výkonem 8849 m, byl rovněž osazen motorem Walter Mistral K 14. Letoun byl dobře odlišitelný od předchozího Letov Š-328 podle širokých prstencových krytů motoru (typ NACA) a kovové třílisté vrtule. Letouny si v roce 1937 objednalo ministerstvo vnitra v počtu 6 ks (OK-PAK, -PAL, -PAM, -PAO, -PAP a -PAQ) pro četnické letecké hlídky. Nakonec byla letadla Š-528 zapsaná do leteckého rejstříku 15.11.1937 později vyměněna za méně výkonné stroje Letov Š-328 s motory Walter Pegas. Letouny Š-528 pak provozovalo československé letectvo.
Podle výrobce Walter byly motory Walter Mistral použity ještě na dalších typech letounů, zřejmě se však jednalo o jednotlivé instalace a nebo ve svých materiálech výrobce použil dokumentaci s motory Gnome-Rhône 14K Mistral Major.

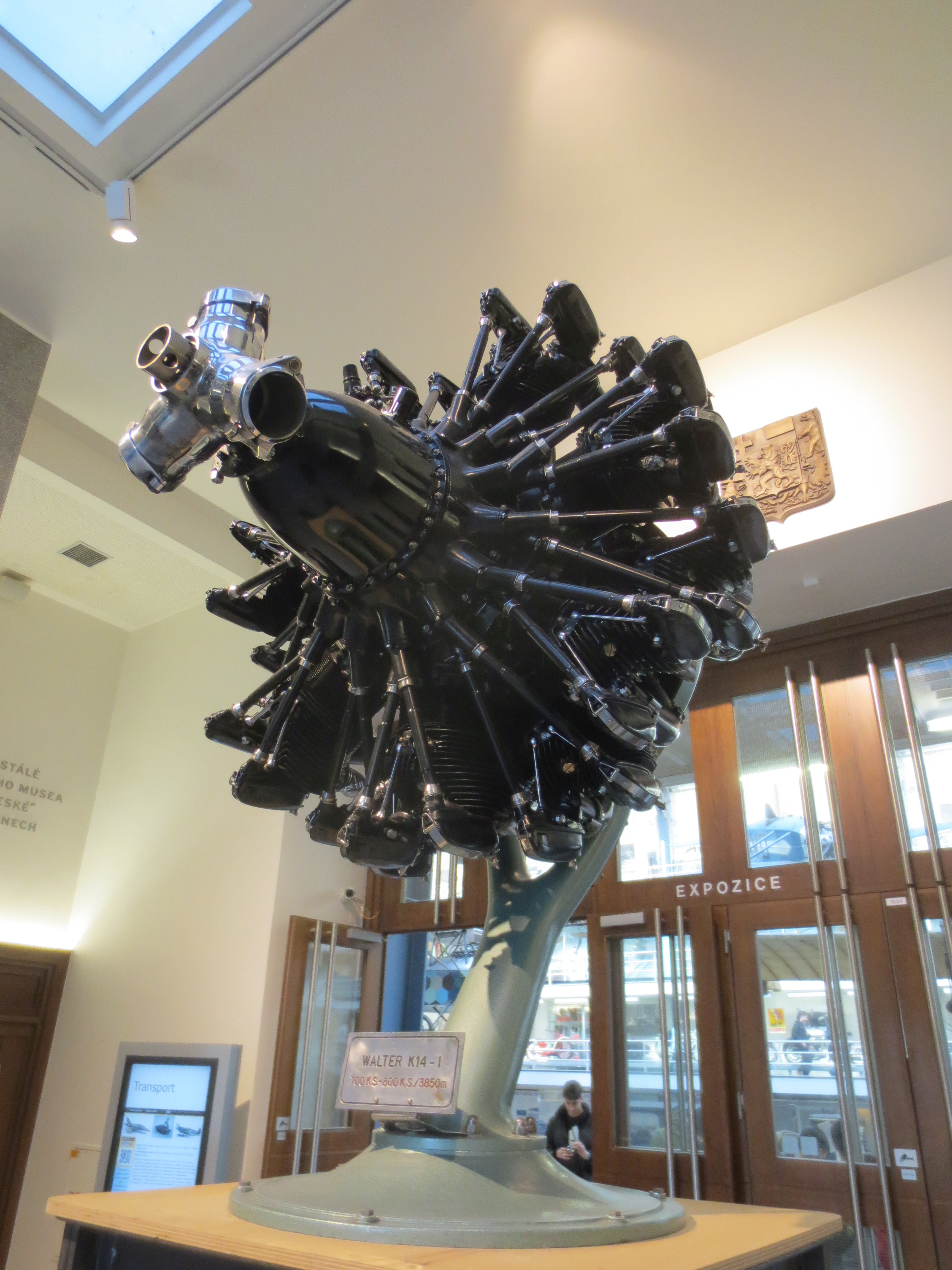
Walter Mistral K 14-I, NTM 2020

## Použití v letadlech
- Aero A-102
- Aero MB-200, licence Bloch MB.200
- Letov Š-331
- Letov Š-528

## Specifikace
Údaje dle

### Technické údaje
- Typ: čtrnáctiválcový dvouřadý přeplňovaný, vzduchem chlazený hvězdicový motor
- Vrtání: 146 mm
- Zdvih: 165 mm
- Zdvihový objem: 38,67 l
- Délka motoru: 1,317 (bez reduktoru), 1,556 m (s reduktorem)
- Průměr: 1,288 m
- Hmotnost: 595 kg +/- 2%
- Hmotnost s nábojem vrtule a s příslušenstvím: 620 kg +/- 2%
- Střední rychlost pístu při nom. otáčkách: 13,2 m/s

### Součásti motoru
- Ventilový rozvod: rozvod OHV, dva ventily na každý válec
- Kompresor (dmychadlo): jednostupňový jednorychlostní kompresor
- Palivový systém: karburátor Stromberg NAR 125 G s předehřívačem vzduchu a s automatickou regulací bohatosti směsi v závislosti na výšce a úrovni přeplňování
- Palivo: ethylbenzín nebo letecký benzín (Bi-Bo-Li (50:20:30), 85–87 oktanů (dle varianty motoru)
- Zapalování: 2 × stíněná magneta Scintilla LV-14-D4-FE-90 s pevným bodem zážehu
- Startér: pneumatický stlačeným vzduchem typu Viet nebo mechanickým typu Walter s ručním či elektrickým pohonem
- Mazání: tlakové, cirkulační se suchou skříní, 3 × pumpy (1× tlačná, 2× sací)
- Nominální tlak oleje: 5-6 atm.
- Čistič oleje: 2 × na vstupu a výstupu z motoru
- Chlazení: vzduchem chlazený motor
- Vrtule a nominální otáčky: kovová, třílistá, 1600 ot/min.
- Převod na vrtuli: 3:2 reduktorem Farman

### Výkony
- Nominální výkon při zemi: 700 k  (515 kW) při 2400 ot/min.
- Maximální výkon při startu: 800k  (588 kW) při 2520 otáčkách za minutu při vzletu
- Nominální výkon ve výšce: 800k  (588 kW) ve výšce 3850 m
- Kompresní poměr: 5,5:1
- Spotřeba paliva: 388 g·h−1·kW−1 (285 g·h−1·k−1) pro ethylbenzín a 429 g·h−1·kW−1 (315 g·h−1·k−1) pro lihobenzínovou směs Bi-Bo-Li (50:20:30)
- Specifický výkon: 20,7 k/l (15,2 kW/l)
- Specifická hmotnost: 0,675 kg/k (0,92 kW/kg)

## Galerie

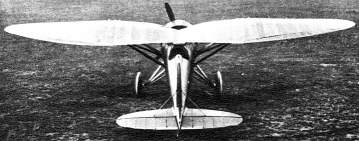
Aero A-102
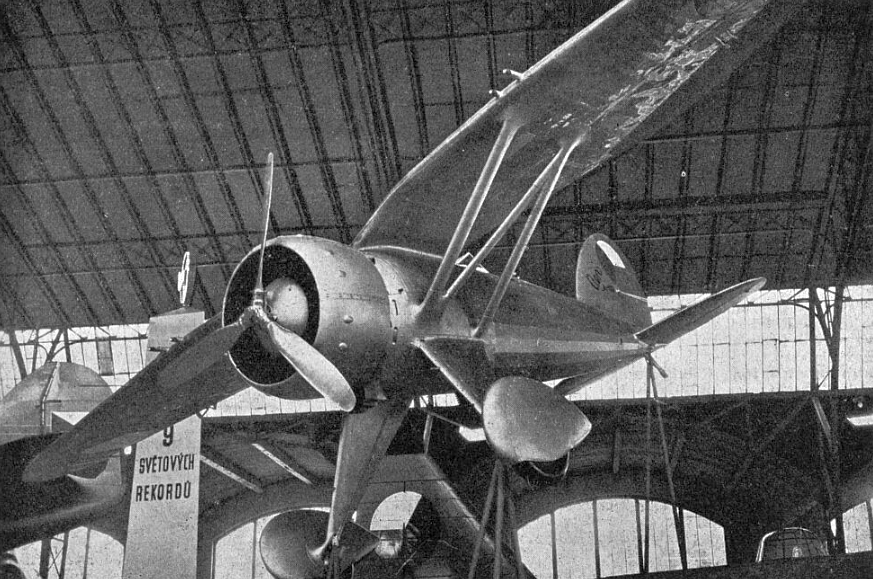
Aero A-102 na Národní letecké výstavě v Praze (Letectví, červenec 1937)
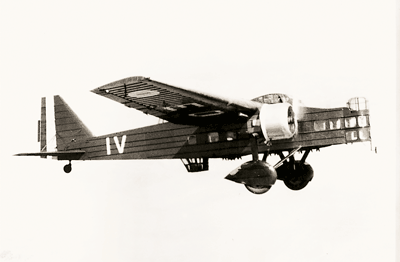
Bloch MB.200
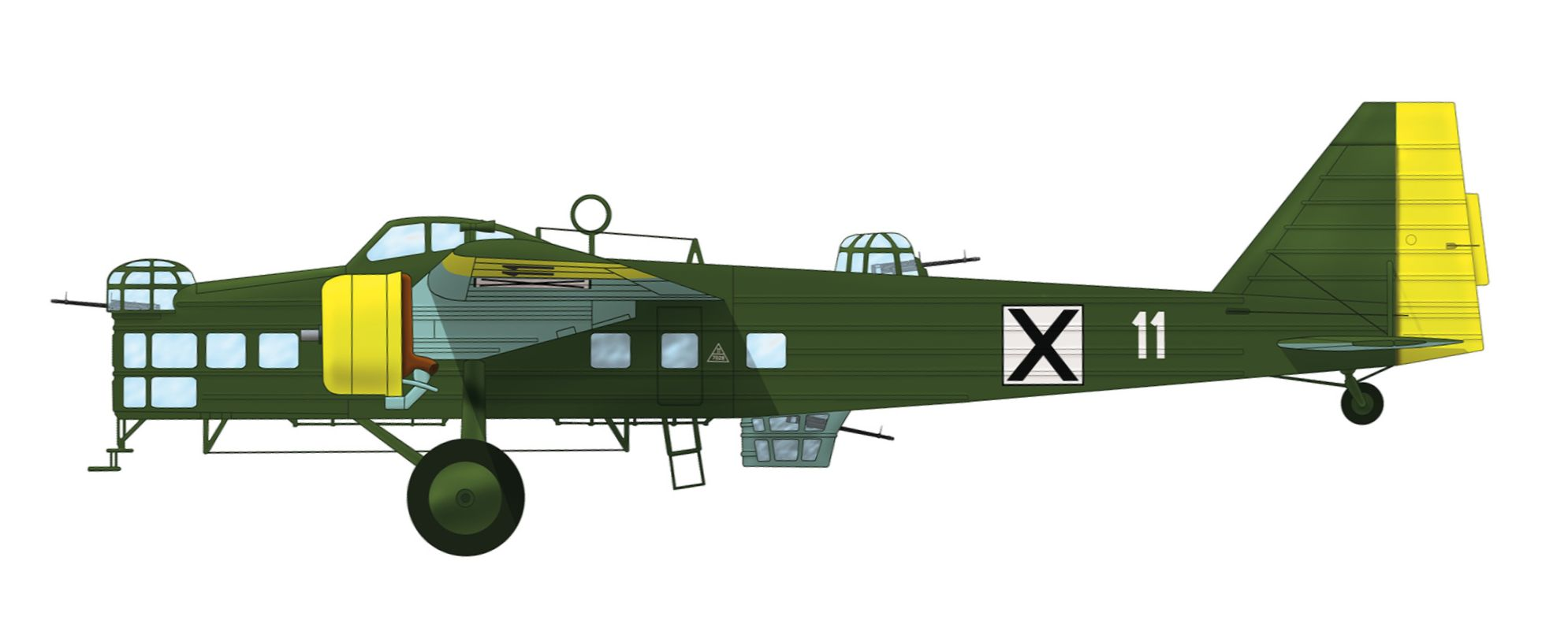
Aero MB-200 bulharského letectva s výsostným označením používaným od roku 1941
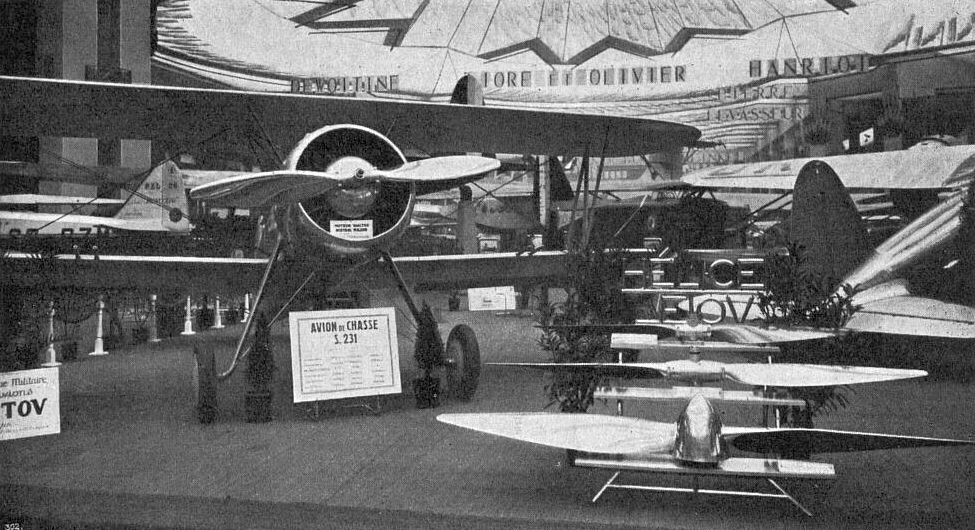
Letov Š-231 s motorem Walter Mistral K 14-I na XIV. aerosalonu v Paříži (1934)
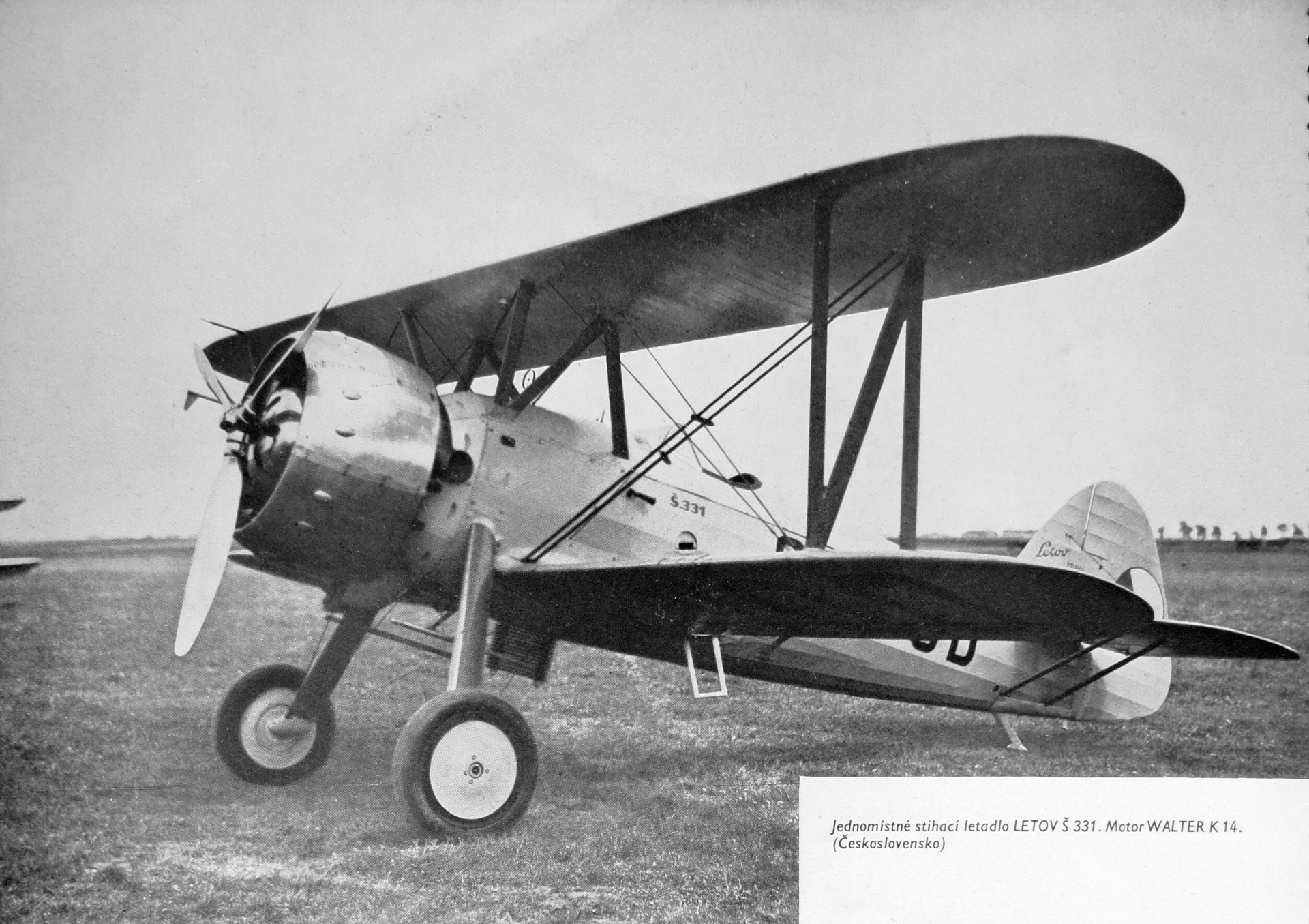
Letov Š-331 s motorem Walter Mistral K 14-I, s nímž pilot Anderle vytvořil 29. 5. 1935 výškový rekord
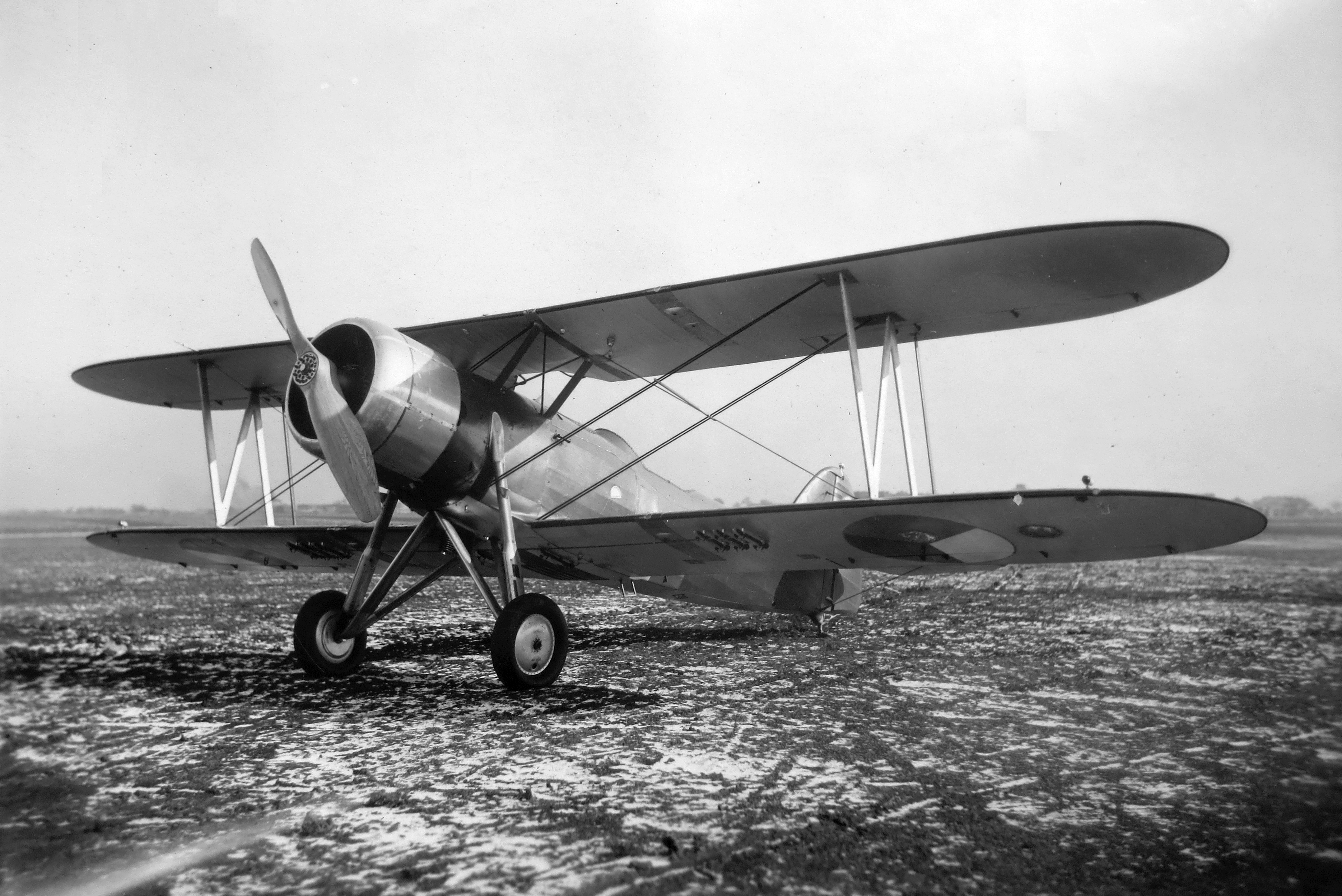
Prototyp Letov Š-528 s motorem Walter Mistral K 14-I a dvoulistou vrtulí (1935)
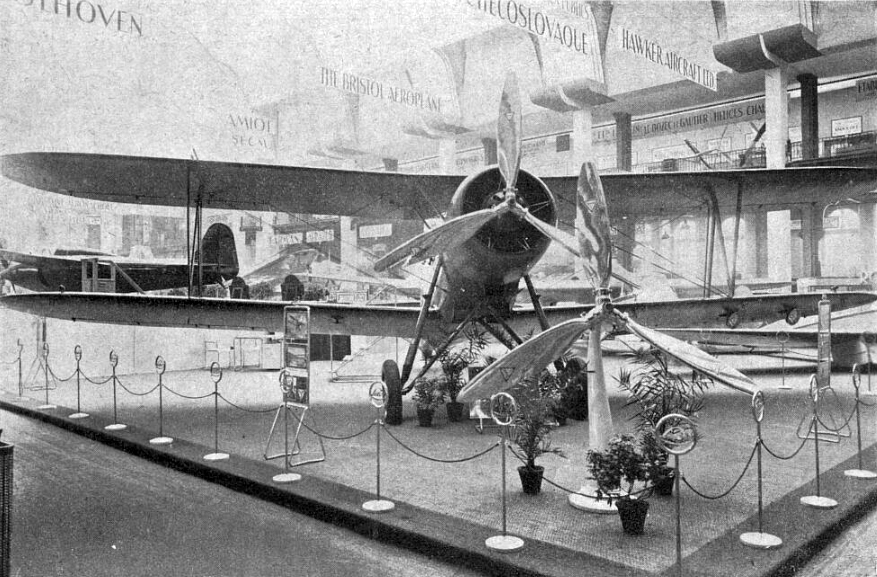
Letov Š-528 s třílistou vrtulí na aerosalonu Paříži 1936 (Letectví, listopad 1936)
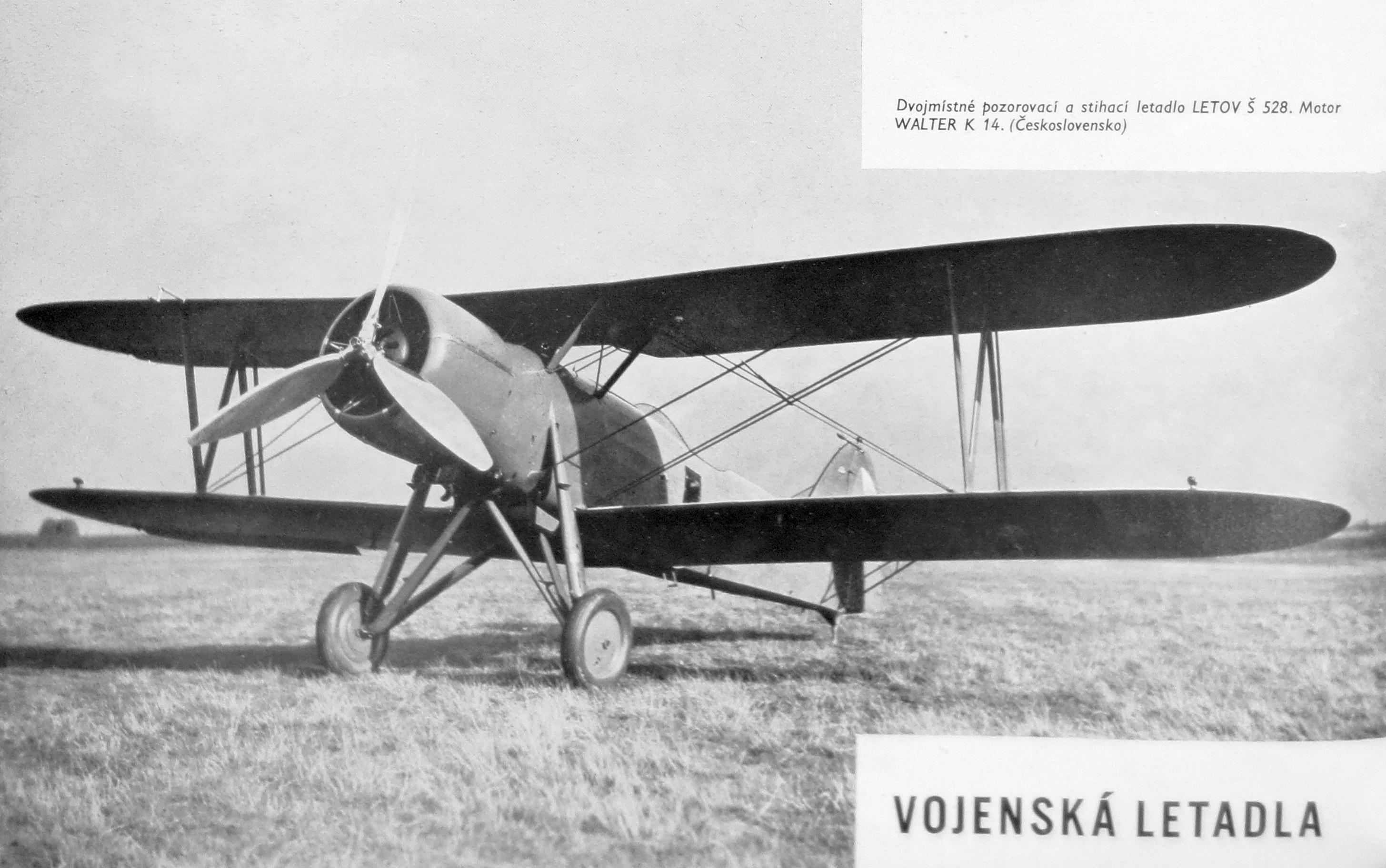
Letov Š-528 s motorem Walter Mistral K 14-II SR

#### Podobné motory
- Pratt & Whitney R-1535
- Walter Mars 14 M (licence Gnome-Rhône 14M Mars)